# Sepulcre de Ramon Berenguer III
El sepulcre de Ramon Berenguer III és un sarcòfag d'època romànica actualment conservat al Monestir de Santa Maria de Ripoll. Avui en dia el podem trobar sota un arcosoli a la part meridional del transsepte de l'església.

Sepulcre Ramon Berenguer III

Els combats durant la Guerra Gran de 1794, els avalots i l'incendi del 1835 pels Tiradores de Isabel II durant la Primera Guerra Carlina provocaren la profanació i la pèrdua de gairebé tots els sepulcres comtals. L'any 1893 el sarcòfag fou col·locat a l'emplaçament actual, però es desconeix quin hauria estat el seu emplaçament original; entre l'opinió dels experts es proposen tres principals hipòtesis: A l'actual portalada (galilea), als peus d'aquesta o a una zona propera, al claustre, com en molts altres monestir i esglésies, i a l'interior de l'església, com en l'actualitat.
El sarcòfag no conserva el jacent, l'escultura antropomorfa del difunt que, per norma general, està estirat i se'l representa mort. Aleshores tan sols conservem el vas de pedra, decorat amb sis registres. Cada registre te forma quadrada, i estan decorats tant per sobre com per sota per motius vegetals (cors-palmetes i motius vegetals entrellaçats). L'estat dels relleus és pèssim, pel que costa distingir i identificar els temes representats, no obstant, els tres quatre primers registres (començant per l'esquerra) es poden interpretar de la següent forma:

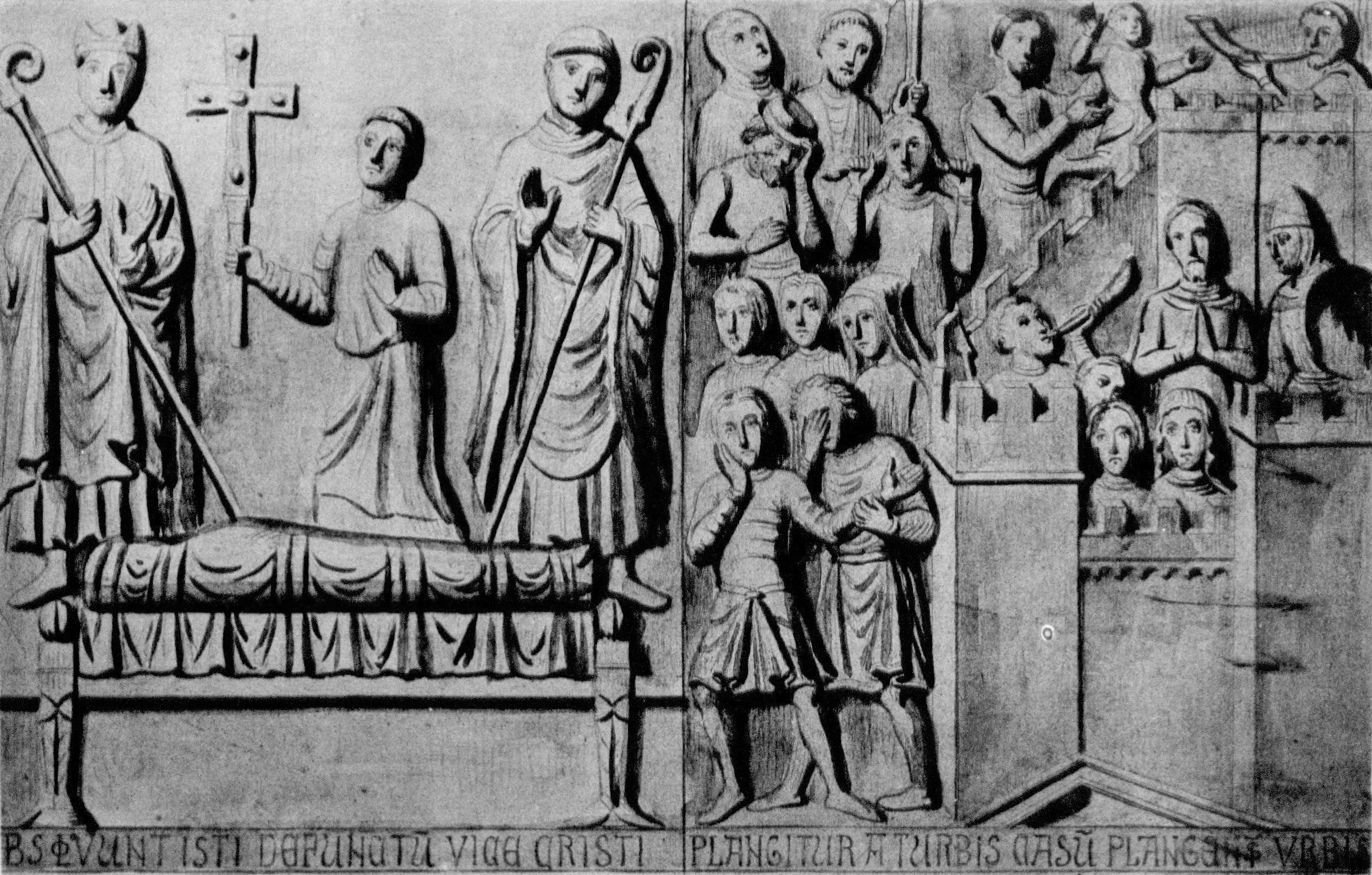
Reproducció del Sepulcre de Ramon Berenguer III

1. L'elevatio animae, és a dir, l'elevació de l'ànima del difunt per uns àngels, consistent en representar el difunt sent alçat en un llençol pels àngels. Sota aquesta escena es veu el difunt al seu llit amb el cap al coixí i tapat amb una manta fins al coll.
2. Identifiquem a un personatge amb corona amb un bàcul o un ceptre entre les mans davant el llit del mort, a la seva dreta trobem a una persona de menor estatura que sosté una creu. Per acabar, a l'extrem dret tenim un altre personatge que duu el que sembla ser un bàcul per la punta rodona.
3. Dins del tercer registre s'emmarca la vista d'una ciutat emmurallada al voltant de la qual s'intueixen un seguit de persones, tal vegada el seguici funerari.